# Freddy Nock

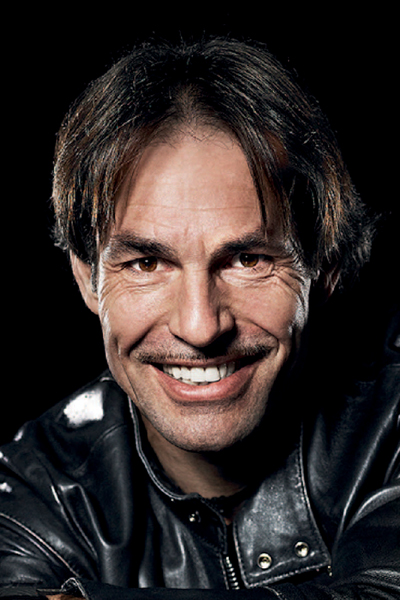
Freddy Nock, 2014

Alfred «Freddy» Nock (jun.) (* 10. Dezember 1964 in Gränichen; † vor oder am 7. Februar 2024 in Uerkheim) war ein Schweizer Hochseilartist, Stuntman und Extremsportler.

## Leben
Freddy Nock entstammte der Circusfamilie Nock. Sein Vater ist Alfred «Alfredo» Nock sen., seine Mutter Margrith Nock-Gautschi. Freddy Nock machte seine ersten Erfahrungen auf dem Seil im Alter von vier Jahren. Mit elf Jahren begann er mit dem Hochseillauf. Bereits seine Grosseltern waren Seilläufer. Als sein Vater 1985 eine Zirkuszeltvermietung gründete, ging Nock mit der Familie seiner Tante auf Tournée und setzte seine artistische Laufbahn fort. In der Folge wurde er bei verschiedenen internationalen Nachwuchsfestivals für Artisten ausgezeichnet. 1994 gewann er mit der Truppe White Angels die Silbermedaille beim Internationalen Zirkusfestival von Monte-Carlo.
Seit Ende der 1990er Jahre gelangen Freddy Nock mehr als 20 Weltrekorde. Seinen ersten Eintrag im Guinness-Buch der Rekorde sicherte er sich 1998 mit dem Lauf auf dem Tragseil der St. Moritzer Signalbahn über eine Strecke von 734 Metern. Danach folgten weitere Weltrekorde, unter anderem im Mai 2006 mit dem Lauf auf dem Tragseil der Säntis-Schwebebahn über eine Distanz von 1222,7 Metern. Seinen sechsten Weltrekord stellte er am 30. April 2010 in Zürich auf, wo er über eine Entfernung von 900 Metern auf einem Hochseil den Zürichsee überquerte. Am 20. August 2011 gelang ihm ein Weltrekord auf der Zugspitze. Ohne jede Sicherung und Balancierstange lief er auf einem 5 cm dicken Tragseil der Gletscherbahn in 90 Minuten auf Deutschlands höchsten Berg. Dabei legte er eine Strecke von 995 Metern zurück und überwand eine Höhendifferenz von 348 Metern. Die Steigung betrug bis zu 57 Prozent.
2013 heiratete er seine Partnerin auf einem Hochseil in Dietikon, doch es war keine glückliche Ehe. Im Jahr 2015 trennte sich das Paar für einige Monate, um bald darauf wieder zusammen zu finden. Im Jahre 2017 dann kam die definitive Trennung und ein Gerichtsprozess um das Sorgerecht des Sohnes begann. Im November 2020 wurde Nock vom Obergericht in zweiter Instanz von einem Vorwurf versuchter vorsätzlicher Tötung seiner Ehefrau rechtskräftig freigesprochen und ein entsprechendes erstinstanzliches Urteil von Dezember 2019 aufgehoben. Ihm wurden eine Genugtuung von 11'000 Franken und eine Entschädigung von 12'000 Franken für entgangene Einnahmen zugesprochen. Aufgrund des Verfahrens verlor er verschiedene Auftritte.
Nock war Vater von vier Töchtern aus erster Ehe und eines Sohnes aus zweiter Ehe. Er wurde am 7. Februar 2024 im Alter von 59 Jahren an seinem Wohnort in Uerkheim tot aufgefunden. Die Gedenkfeier fand am 18. März 2024 in einem Zirkuszelt in Märstetten vor rund 500 Personen statt.

## Auszeichnungen/Rekorde (Auswahl)
- 1994: Internationales Zirkusfestival von Monte-Carlo – Silbermedaille mit den «White Angels»
- 2006: Weltrekord am Säntis (Seillauf auf 1121 Metern Höhe und 60 % Steigung)
- 2006: Weltrekord beim RTL-Spendenmarathon mit 24-Stunden-Marathonlauf (gemeinsam mit Joey Kelly)
- 2009: Tragseillauf auf der Zugspitze in 2995 Metern Höhe
- 2009: 1. Platz World Championship in Korea
- 2010: Höchster Seilbahnlauf (500 Meter) in China
- 2011: 7 Rekorde in 7 Tagen
- 2011: SwissAward – Kategorie Show
- 2012: Guinness-Buch der Rekorde – Doppelseite

## Dokumentationen
- Beat Kuert: Berg und Geist: Freddy Nock. TV-Doku, CH/DE, 2004